# Roberto de Durazzo
Roberto de Durazzo (1326 – 19 de septiembre de 1356, Poitiers) fue el tercer hijo de Juan, duque de Durazzo e Inés de Périgord.
Era señor de Cappacio, Muro, y Montalbano en el reino de Nápoles. Capturado en 1350 en el sitio de Aversa, fue apresado por Luis I de Hungría hasta 1352. Después de su liberación, se refugió con su tío, el cardenal de Périgord en Aviñón, que acababa de ser vendido al papado por Juana I de Nápoles.
Su tío intentó concertar para él un matrimonio con la sobrina de Giovanni Visconti, señor de Milán, pero en su viaje a Milán, Roberto fue arrestado por Jaime del Piamonte. La esposa de Jaime, Sibila des Baux, estaba convencida de que Roberto y sus parientes Durazzo habían organizado el reciente asesinato de su sobrino Roberto, conde de Avellino. (Roberto se había casado, por la fuerza, con María de Calabria; pero al caer en manos de Luis de Tarento, fue asesinado por órdenes de su esposa en el Castel dell'Ovo.) Roberto no fue liberado hasta el 18 de marzo de 1355, gracias a los esfuerzos de su tío y el papa Inocencio IV, y se le hizo jurar que no tomaría venganza contra sus captores. Inmediatamente rompió esta promesa tomando la fortaleza de Les Baux el 6 de abril de 1355. Era la sede provenzal de Raymond des Baux, hermano y sucesor del asesinado Roberto. El Papa se enfadó bastante, su tío lo defendió ante la curia papal, pero no se libró de la excomunión. Después de un infructuoso intento de mediación de Gualterio VI de Brienne y otros, las levas locales asediaron el castillo, y para el mes de julio, Roberto se vio obligado a entregarlo a su legítimo propietario.
Acompañó al cardenal a la batalla de Poitiers. Antes de la batalla, el cardenal intentó mediar entre las fuerzas inglesas de Eduardo, el Príncipe Negro y las fuerzas francesas lideradas por el propio rey Juan II de Francia. Roberto, como muchos de los hombres del cardenal, se unió a la batalla, y fue muerto en combate. Esta violación de la neutralidad a la que debía adherirse un hombre de iglesia y mediador provocó tanto al príncipe de Gales que le envió el cuerpo de Roberto sobre un escudo al cardenal como un saludo burlón.